# 레오 굴로타

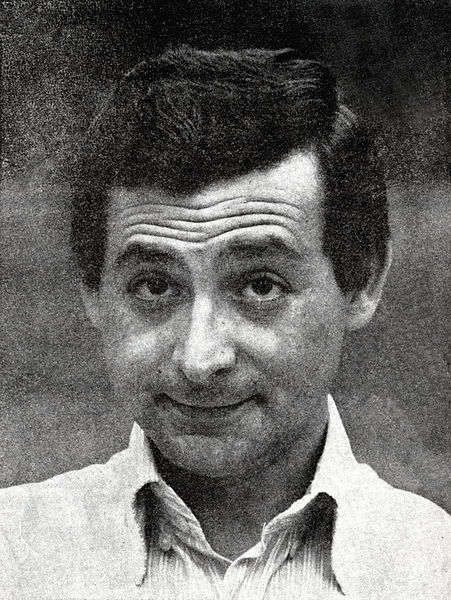

레오 굴로타(Leo Gullotta, 1946년 1월 9일 ~ )는 이탈리아의 영화배우, 텔레비전 배우, 연극 배우, 희극 배우, 작가이다.
카타니아에서 태어났다.

## 영화
- 법과 정의 (2017년)
- 마 체 스토리아... (2010년)
- 일 파드레 에 로 스트라니에로 (2010년)
- 바리아 (2009년)
- 스칼렛 디바 (2000년)
- 맨 맨 맨 (1995년)
- 스노우볼 (1995년)
- 스타 메이커 (1995년)
- 에스코트 (1993년)
- 모두 잘 지내고 있다오 (1990년)
- 시네마 천국 (1988년)
- 프로페서 (1985년)